# Yi-Jing

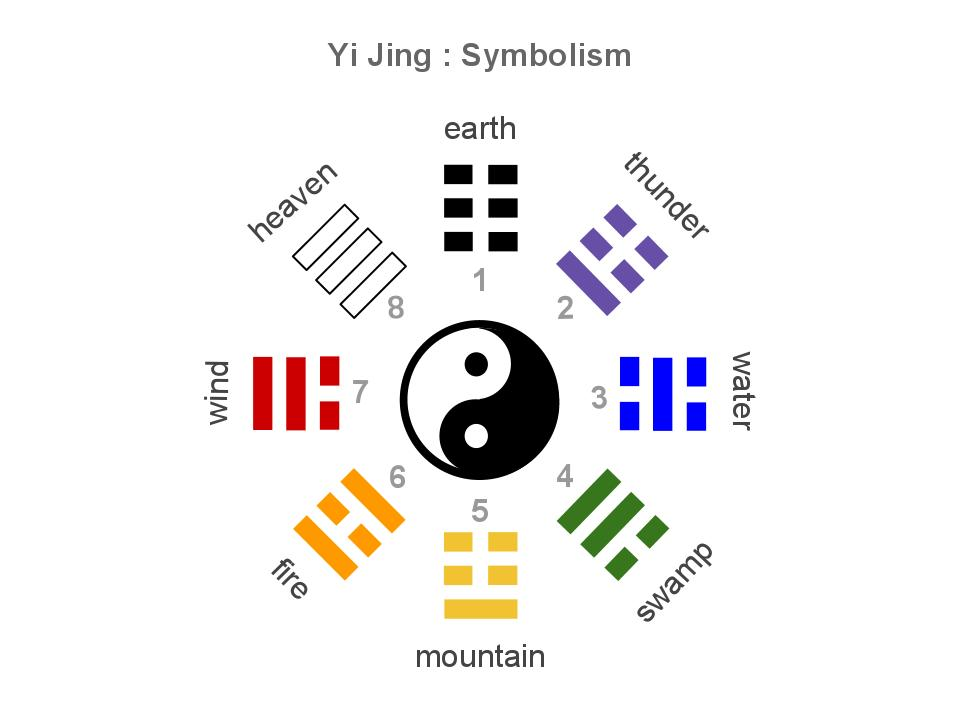
Simboluri Yi Jing

Yi-Jing, Yi-Ching sau Cartea Prefacerilor este unul dintre cele mai vechi texte clasice chinezești. Cartea conține un sistem de divinație complex, comparabil cu geomanția folosită și în ziua de azi în culturile vestice și Asia de Est.
Corpusul principal al lucrării, atribuit inițial lui Wenwang, conține o discuție pe tema sistemului de divinație folosit de magii din dinastia Zhou. Mai există o secțiune suplimentară cu comentarii, atribuită autorilor din perioada statelor combatante (475-221 î.e.n.). Aceasta este o expunere filozofică în care se încearcă o explicare dialectică a lumii și a principiilor etice.

## Scurtă istorie
Prin tradiție, se consideră că principiile care stau la baza Yi-Jing-ului provin de la Fu Xi (2800 -2737 î.e.n.), unul dintre eroii legendari și conducătorii cei mai timpurii ai Chinei, căruia i s-ar fi revelat opt trigrame pe cale supranaturală. După mai bine de 600 de ani, pe vremea legendarului Yu, trigramele ar fi fost transformate în 64 de hexagrame, înregistrate apoi în scris. De-a lungul dinastiilor Shang și Zhou, hexagramele au fost reinterpretate și explicate în mai multe rânduri. Tradiția chineză spune că, în perioada Primăverii și Toamnei (722-481  î.e.n.), Confucius a realizat un comentariu la Yi Jing, numit Shi Yi. Alături de acest text, Yi-Jing mai este cunoscut sub numele Zhou Yi.

## Conținut
Deși cartea a fost inițial destinată divinației, influența majoră pe care a avut-o asupra mentalității chineze se datorează cosmologiei care implică omul și natura într-un singur sistem, reinterpretare care i s-a dat în perioada statelor combatante. Yi Jing se centrează pe idei precum echilibrul dinamic între forțe opuse, evoluție evenimentelor ca proces și acceptarea inevitabilității schimbării.
Unicitatea Yi-Jing-ului constă în prezentarea a 64 de hexagrame simbolice care, înțelese și interpretate corespunzător, ar conține înțelesuri profunde aplicabile în viața de zi cu zi. De-a lungul timpului, cei care credeau în puterea Yi-Jing-ului au susținut că textul este o metodă de a înțelege și chiar controla evenimentele viitoare.
Fiecare hexagramă reprezintă o figură formată din șase linii orizontale suprapuse, fiecare dintre acestea fiind fie continue (Yang) sau întrerupte (Yin). Hexagramele sunt alcătuite prin suprapunerea, în perechi, a opt trigrame. Fiecare trigramă are un nume, o semnificație de bază și o semnificație simbolică. Una dintre metodele folosite pentru a  realiza o hexagramă este prin aruncarea a trei monede, prin care probabilitatea de a obține yin sau yang este aceeași, spre deosebire de metode mai vechi la care probabilitatea era mai mare de a nimeri yang.

## Traduceri în limba română
- Yi-Jing - Cartea prefacerilor, traducere: Walter Fotescu, Editura Herald, Colecția Princeps, București, 2012, 416 p., ISBN 978-973-111-277-0